# Кіфісос
Кіфісо́с (грец. Κηφισός), давня назва Кефісс, іноді Цефіс — річка в Греції, в області Аттика, поблизу міста Афіни. Впадає у Саронічну затоку. Свою назву Кіфісос дав афінському передмістю Кіфісія та проспекту Кіфіссіас.

## Географія
Кіфісос — найважливіша річка Аттики. Значна частина вод до річки надходить з джерел Фасідері. Про річку згадував вже Страбон, щоправда під назвою Трінеміс.
Протікає у західній частині Аттичної рівнини, приймаючи гірські потоки Пентелікону та Егалео. Тече через давню Декелію, передмістя Афін Метаморфосі, Неа-Філадельфія, Патісія, історичні райони столиці Тріс-Гефірес, Колокінту, Вотанікос, муніципалітет Айос Іоанніс Рентіс. Впадає в бухту Фалірон на межі Пірея і муніципалітету Мосхато.

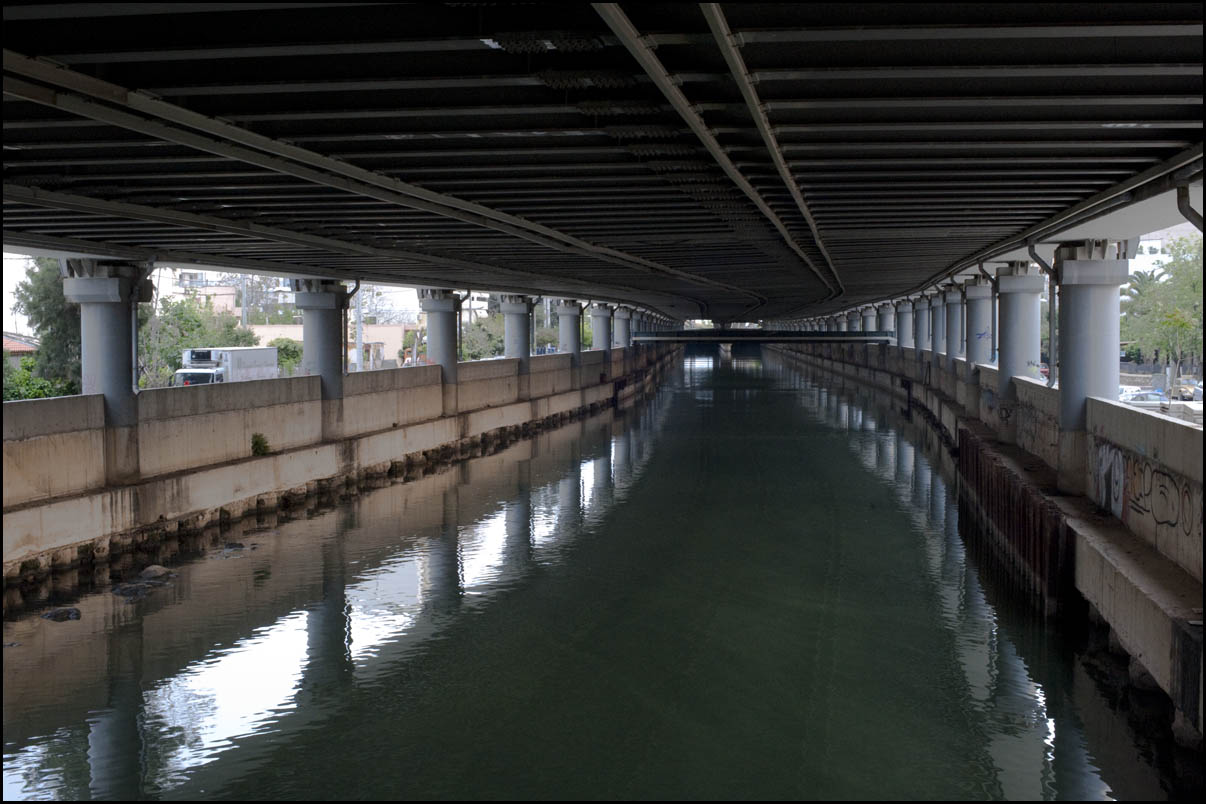
річка під автомагістраллю
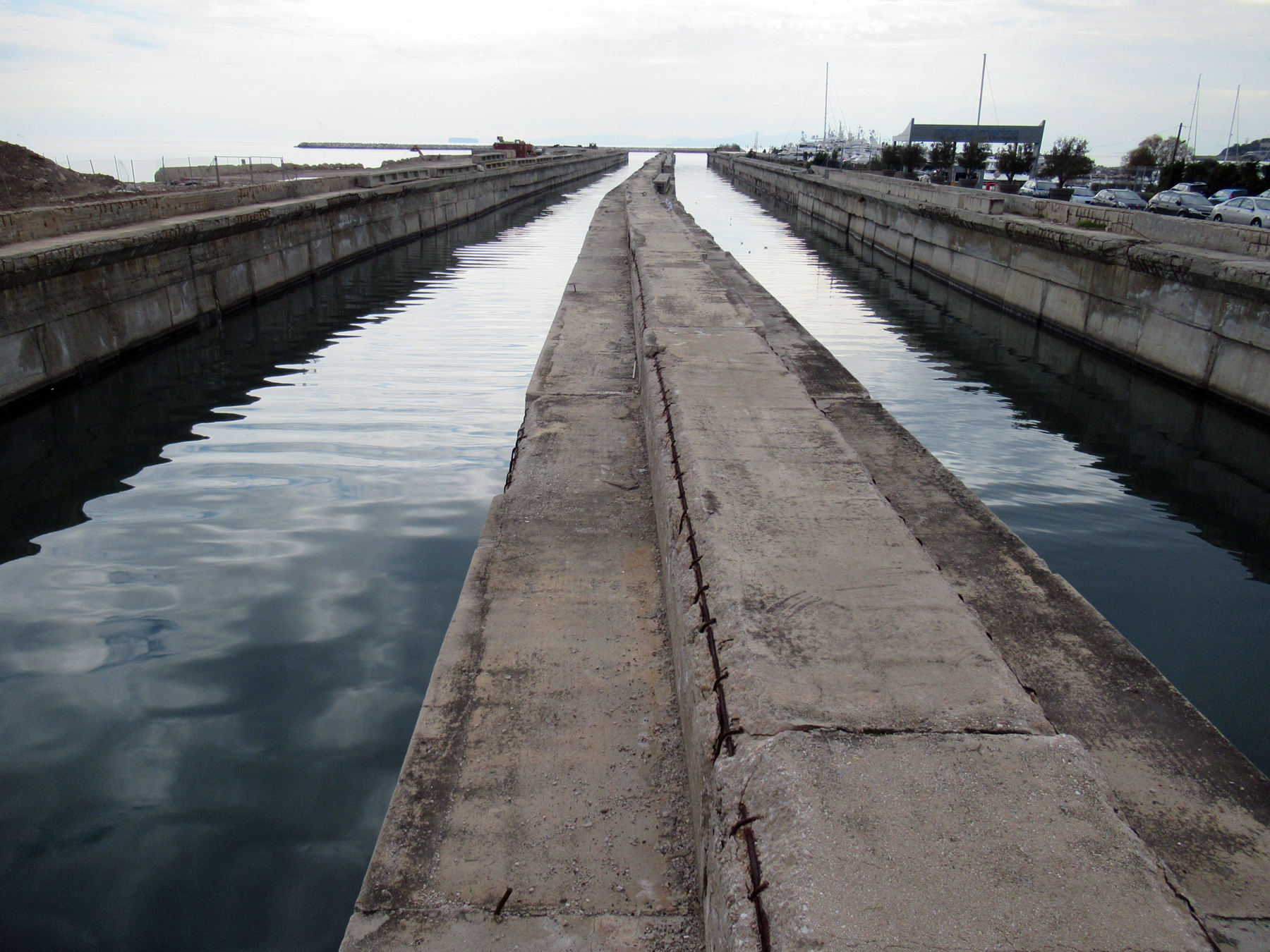
вид на гирло в сторону моря

## Автострада Кіфісос
Нині значна частина течії Кефісса прилягає до автостради, що сполучає Афіни і Салоніки — Грецька національна автомагістраль 1, ділянка дорожньої осі PATHE (від Патри-Афіни-Салоніки-Евзоні).. Далі течія відхиляється на схід від гір Парніта та Егалео.